# 2015年中国大陆矿难列表
本条目旨在列举发生在2015年中国大陆的较重大矿难。据中国大陆官方统计，2015年中国大陆共有598人死于煤矿矿难。

## 2月
- 2月3日，吉林通化矿业（集团）江源煤业公司发生一起窒息事故，共造成3人死亡。[2]

## 4月
- 4月19日18时50分，大同煤矿集团地煤公司於山西省大同市姜家湾煤矿发生透水事故，24人被困。目前已确认3人获救，21人遇难。[3]

## 5月
- 5月11日，雲南省曲靖市沾益县大海煤矿发生顶板冒落事故，共造成5人遇难。[4]
- 5月30日，湖南省邵阳市新邵县发生煤与瓦斯突出事故，11名工人在井下作业，3人出井，3人死亡，5人被困。[5]

## 6月
- 6月7日，山西省平遥煤化公司佛殿沟煤矿2名工人被困煤矿，采空区溢出有毒气体，作业人员盲目施救，共造成5人死亡。[6]

- 6月27日，福建省永定区培丰镇文东村12人工人非法进入关闭煤矿，9人遇难。[7]

## 12月
- 12月16日14时30分，黑龍江省鹤岗市向阳煤矿发生瓦斯爆炸事故，33名矿工顺利升井，19人被困井下。[8]

- 12月25日，山東省平邑縣玉荣石膏礦場發生坍塌事故，29人受困。[9]